# Oste-Klasse
Oste-Klasse (intern auch Klasse 423) ist die Bezeichnung für die Flottendienstboote Alster, Oker und Oste der Deutschen Marine. Bei den Flottendienstbooten handelt es sich um Aufklärungsschiffe, die für diesen Zweck mit verschiedensten Sensoren ausgerüstet wurden.
Die Schiffe der Oste-Klasse wurden zu Zeiten des Kalten Krieges als Aufklärungseinheiten konzipiert. Inzwischen wurde das Aufgabengebiet um Frühwarn- und Fernmeldeaufgaben in Zusammenarbeit mit anderen Einheiten deutscher und internationaler Streitkräfte erweitert.
Die drei Schiffe gehören zum der Einsatzflottille 1 unterstehenden 1. Ubootgeschwader und sind in Eckernförde stationiert. Sie sind die Nachfolger der mit gleichem Namen und Kennung eingesetzten Vorgängerschiffe der Klasse 422, die sie Ende der 1980er Jahre abgelöst haben.
Die Flottendienstboote waren unterschiedlichen Geschwadern und Kommandobehörden zugeordnet.
Nach der Indienststellung gehörten sie zum Flottendienstgeschwader (Zerstörerflottille) mit Heimathafen Flensburg. Vor dessen Auflösung wurden sie an den Marinefernmeldestab 70 übergeben und gehörten damit dann zur Flottille der Marineführungsdienste. Der Heimathafen wurde 1995 nach Kiel verlegt.
Nach Auflösung der Flottille der Marineführungsdienste und damit die Unterstellung des MFmStab 70 zur Streitkräftebasis, wurden die Boote dem 3. Ubootgeschwader (Eckernförde) Anfang 2002 unterstellt und gehörten damit zur Ubootflottille. Der Heimathafen wurde im Mai 2005 nach Eckernförde verlegt. Am 13. Februar 2006 wurde das 3. UG außer Dienst gestellt. Die verbliebenen Einheiten wurden an das 1. UG abgegeben, welches dann zur Einsatzflottille 1 gehörte.
Am 23. Juni 2021 hat der Haushaltsausschuss des Deutschen Bundestags die Beschaffung dreier Schiffe des Typs Flottendienstboot Klasse 424 als Nachfolger beschlossen, die ab 2029 zulaufen sollen.

## Ausrüstung
Genaue Daten zu den an Bord vorhandenen Geräten sind nicht bekannt. Laut Internetangebot des Bundesministeriums für Verteidigung soll es sich um elektromagnetische, hydroakustische und elektro-optische Geräte zur strategischen Informationsgewinnung in Krisengebieten handeln. Für die Bedienung der Frühwarn-, Fernmelde- und Aufklärungseinrichtungen können je nach Auftragsart bis zu 40 Spezialisten aus allen Teilstreitkräften eingeschifft werden.
Die Schiffe der Oste-Klasse können sowohl auf sich allein gestellt operieren als auch im Wirk- und Kommunikationsverbund mit anderen Einheiten und Dienststellen deutscher und internationaler Streitkräfte.
Sie sind jeweils mit vier schweren Maschinengewehren (Kaliber 12,7 × 99 mm NATO) ausgerüstet.

## Einheiten
Die Alster (A 50) wurde 1989 von der Marine als Nachfolger des gleichnamigen und gleich gekennzeichneten Vorgängerschiffs übernommen. Seitdem führte das nach dem Fluss Alster benannte Schiff u. a. Missionen im Mittelmeer (Balkan und Libanon) durch.
Das Typschiff Oste (A 52) löste im Jahr 1988 ihr gleichnamiges Vorgängerschiff ab. Es ist nach dem Fluss Oste in Niedersachsen benannt.
Die Oker (A 53) wurde ebenfalls 1988 als Nachfolger für das gleichnamige Vorgängerschiff, einem umgebauten ehemaligen Seitenfänger, in Dienst gestellt. Namensgeber ist der Fluss Oker in Niedersachsen. 
Im Jahr 1991 lief die Oker den ersten Auslandshafen Trondheim an.
Am 1. April 1997 lief die Oker zur ersten mehrmonatigen Fahrt aus, als Teil der DESEX 971 (Flugkörperschießen) in der Karibik und entlang der Ostküste der Vereinigten Staaten und kehrt am 27. Juni 1991 nach Kiel zurück. Zunächst als Begleitung von zwei Ubooten über den Atlantik, fuhr die Oker anschließend zusammen mit dem Fregattenverband. Stationen der DESEX 971 waren: Ponta Delgada (Azoren), Roosevelt Roads (Puerto Rico), Frederiksted (St. Croix, US Virgin Islands), Port Everglades (Florida), Norfolk (Virginia) und Boston (Massachusetts).
Ab Januar 1999 war die Oker zur Unterstützung der Kosovo Verification Mission und anschließend der Operation Allied Force in der Adria eingesetzt.